# Impulstomographie

Schalltomographie an einem Baumstamm. Liniengrafik und Tomogramm. Die grünen Flächen stellen intakte, die roten Flächen schadhafte Bereiche im Stamm eines Baumes dar.

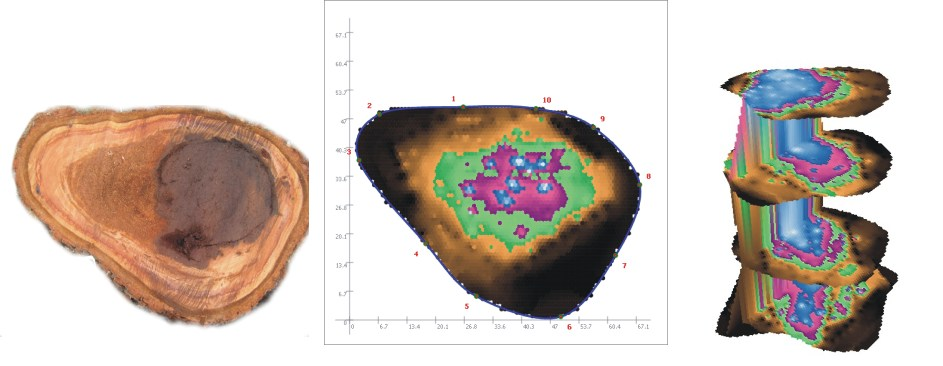
Foto und Schalltomogramm eines Eukalyptusbaums mit einer Fäule. Gesundes Holz wird durch braune Farben dargestellt. Rechts: Die 3D-Grafik zeigt die vertikale Ausdehnung einer Fäule

Bei der Schall- oder Impulstomographie handelt es sich um ein zerstörungsfreies Messverfahren zur graphischen Darstellung des mechanischen Zusammenhalts von Festkörpern. Es wird beispielsweise zur Überprüfung des Erhaltungszustandes von Holz oder Beton verwendet. 
Der Begriff Schalltomographie lehnt sich an die vom Menschen wahrnehmbaren Geräusche an, die durch die zur Messung verwendeten mechanischen Impulse verursacht werden. Der Begriff Impulstomographie hingegen bezeichnet die Messmethode genauer.

## Merkmale
Grundlage des Verfahrens sind multiple Impuls-Laufzeitmessungen (engl.: stress wave timing), die zu einem zwei- oder dreidimensionalen Messnetz verknüpft werden. Im Falle der Schall-Impulstomographie von Bäumen (siehe auch: eingehende Baumuntersuchung) werden in einer oder mehreren Ebenen um den Stamm oder Ast Erschütterungssensoren befestigt und deren Position eingemessen. Mit Hammerschlägen werden dann Impulse induziert und die Laufzeiten zwischen den Sensoren aufgezeichnet. 
Die Impulsgeschwindigkeit in Festkörpern ist abhängig von der Dichte und dem Elastizitätsmodul des Materials (siehe auch: Schallgeschwindigkeit). Innere Schäden, wie Fäule und Risse bremsen die Impulse oder bilden Grenzflächen, die den Impulsdurchgang unmöglich machen. Dies führt zu einer Verlängerung der Laufzeiten und wird als reduzierte Geschwindigkeit ausgewertet. Mit Hilfe spezieller mathematischer Algorithmen wird die Matrix der Messwerte in eine farbige oder Graustufen-Grafik (Tomogramm) umgesetzt und ermöglicht so die Einschätzung des Schadensumfangs. Die Genauigkeit des Verfahrens wird durch die Zahl der eingesetzten Sensoren bestimmt. Sie ist aber deutlich geringer als bei der Röntgen-basierten Computertomographie.
Geräte dieser Art sind das Arbotom, der PiCUS Schalltomograph und der Arborsonic 3D.